# Kościół św. Mikołaja w Świebodzicach
Kościół świętego Mikołaja – rzymskokatolicki kościół parafialny należący do dekanatu Świebodzice diecezji świdnickiej.

## Historia
Historia świątyni rozpoczyna się w XIII wieku. Budowla została konsekrowana przez biskupa wrocławskiego Wawrzyńca w 1228 roku. To dało początek osadzie, zniszczonej podczas najazdu Tatarów w 1241 roku. Kościół został zniszczony przez pożar w dniu 26 lipca 1774 roku. Ocalało jedynie prezbiterium, którego ściany boczne są najstarszą, jeszcze zbudowaną w stylu romańskim częścią obecnej świątyni. We wnętrzu znajdują się ołtarz i ambona z baldachimem powstałe w XIX wieku. Dwie renesansowe figurki z lewej i prawej strony ołtarza głównego przedstawiają św. Jadwigę Śląską i patrona świątyni, św. Mikołaja. Obecnie właśnie w tym kościele odbywają się miejskie uroczystości religijno-patriotyczne. Na zewnątrz świątyni jest umieszczona tablica poświęcona marszałkowi Józefowi Piłsudskiemu, wmurowana w 70 rocznicę powstania II Rzeczypospolitej.

## Organy
Organy wybudowała firma Schlag & Söhne w 1898 roku jako opus 521. Instrument posiada pneumatyczną trakturę gry. Organy są wpisane są do rejestru zabytków.
Dyspozycja instrumentu:
| Manuał I                     | Manuał II             | Pedał         |
| ---------------------------- | --------------------- | ------------- |
| 1. Principal 8.              | 1. Geigenprincipal 8. | 1. Violon 16. |
| 2. Hohlflöte 8.              | 2. Salicet 8.         | 2. Subbaß 16. |
| 3. Gambe 8.                  | 3. Portunal 8.        | 3. Cello 8.   |
| 4. Octave 4.                 | 4. Principal 2.       |               |
| 5. Quinte 2 2/3 u. Octave 2. | 5. Flaut trav. 4.     |               |
| 6. Mixtur 2 fach.            | 6. Principal 4.       |               |
| 7. Bordun 16.                |                       |               |